# 작혼: 리치 마작
작혼: 리치 마작(Mahjong Soul, 중국어: 雀魂麻将, 일본어: 雀魂)은 캣 푸드 스튜디오와 요스타가 개발한 리치 마작에 관한 브라우저 기반의 온라인 테이블 게임이다. 중국에서 2018년 6월에, 일본과 전 세계에서 안드로이드 (운영체제) 및 iOS 장치 지원과 더불어 2019년 4월에 출시되었다. 일본의 애니메이션 텔레비전 시리즈 각색판은 장타마 퐁(じゃんたま PONG☆, Jantama Pong☆)이라는 제목으로 2022년 4월부터 2022년 6월까지 슈퍼 애니메이즘 블록에서 방영되었다.